# Waterloo (Alabama)
Waterloo – miasto w Stanach Zjednoczonych, w stanie Alabama, w hrabstwie Lauderdale. W roku 2023 miasto zamieszkiwały 183 osoby, a gęstość zaludnienia wynosiła 87,1 osoby/km².